# Villiers-Fossard
Villiers-Fossard é uma comuna francesa na região administrativa da Normandia, no departamento Mancha. Estende-se por uma área de 8,51 km². Em 2010 a comuna tinha 665 habitantes (densidade: 78,1 hab./km²).